# Claudia Hugo
Claudia Hugo es una política uruguaya, diputada en la Cámara de Diputados de Uruguay por el Frente Amplio.
Claudia Hugo fue asesora del Ministerio de Economía de Uruguay y en 2018 asumió como diputada de la Cámara de Diputados en lugar de la diputada Bertha Sanseverino, quien falleció por una afección de tipo cardíaco.
Es viuda de Danilo Astori, exministro de economía uruguayo.